# Jesse James Rutherford
Pour les articles homonymes, voir Rutherford.
 (mars 2025).
La mise en forme du texte ne suit pas les recommandations de Wikipédia : il faut le « wikifier ».
Les points d'amélioration suivants sont les cas les plus fréquents. Le détail des points à revoir est peut-être précisé sur la page de discussion.
- Les titres sont pré-formatés par le logiciel. Ils ne sont ni en capitales, ni en gras.
- Le texte ne doit pas être écrit en capitales (les noms de famille non plus), ni en gras, ni en italique, ni en « petit »…
- Le gras n'est utilisé que pour surligner le titre de l'article dans l'introduction, une seule fois.
- L'italique est rarement utilisé : mots en langue étrangère, titres d'œuvres, noms de bateaux, etc.
- Les citations ne sont pas en italique mais en corps de texte normal. Elles sont entourées par des guillemets français : « et ».
- Les listes à puces sont à éviter, des paragraphes rédigés étant largement préférés. Les tableaux sont à réserver à la présentation de données structurées (résultats, etc.).
- Les appels de note de bas de page (petits chiffres en exposant, introduits par l'outil «  Source ») sont à placer entre la fin de phrase et le point final[comme ça].
- Les liens internes (vers d'autres articles de Wikipédia) sont à choisir avec parcimonie. Créez des liens vers des articles approfondissant le sujet. Les termes génériques sans rapport avec le sujet sont à éviter, ainsi que les répétitions de liens vers un même terme.
- Les liens externes sont à placer uniquement dans une section « Liens externes », à la fin de l'article. Ces liens sont à choisir avec parcimonie suivant les règles définies. Si un lien sert de source à l'article, son insertion dans le texte est à faire par les notes de bas de page.
- La présentation des références doit suivre les conventions bibliographiques. Il est recommandé d'utiliser les modèles {{Ouvrage}}, {{Chapitre}}, {{Article}}, {{Lien web}} et/ou {{Bibliographie}}. Le mode d'édition visuel peut mettre en forme automatiquement les références.
- Insérer une infobox (cadre d'informations à droite) n'est pas obligatoire pour parachever la mise en page.

Pour une aide détaillée, merci de consulter Aide:Wikification.
Si vous pensez que ces points ont été résolus, vous pouvez retirer ce bandeau et améliorer la mise en forme d'un autre article.
Jesse James Rutherford (né le 21 août 1991 à Newbury Park) est un chanteur, auteur-compositeur et acteur américain. Il est le chanteur principal du groupe de rock alternatif The Neighbourhood. Jesse Rutherford et les autres membres du groupe ont écrit le hit numéro un des Billboard Alternative Songs Sweater Weather. En 2022, ce titre est certifié neuf fois disque de platine aux États-Unis. 

## Biographie

### Jeunesse et débuts
Jesse Rutherford naît le 21 août 1991 à Newbury Park, en Californie. Depuis son plus jeune âge, il est impliqué dans l'industrie du divertissement[réf. nécessaire]. Enfant, il participe à des concours de talents où il imitait les membres de NSYNC et Elvis Presley[réf. nécessaire]. Cette passion pour le spectacle l'a conduit à travailler dans des publicités télévisées, comme celles pour la chaîne Hallmark) et dans des films et des projets télévisés tels que son rôle dans le film 7 jours et une vie en 2002, suivi d'un autre rôle dans le film Ted Bundy la même année. En 2002, il a également joué un petit rôle à la télévision dans l'épisode Marauders de la série Star Trek: Enterprise. Pendant son adolescence, il est le chanteur principal de plusieurs groupes locaux.

### Carrière
Son premier projet solo sort en 2011 avec une mixtape intitulée Truth Hurts, Truth Heals. Jesse Rutherford combine des influences hip-hop et R&B pour créer un album de 17 chansons. La même année, Rutherford se rapproche d'autres musiciens locaux quand l'idée de former un nouveau groupe apparait. Le groupe pop The Neighbourhood, qui mélange les genres, est créé peu après, présentant un mélange de rock indépendant atmosphérique, d'electro et de rythmes hip-hop avec des voix mélodiques et influencées par le RnB. En 2012, le groupe sort sa première chanson Female Robbery, suivie de Sweater Weather, tirée de leur premier album studio I Love You. Sweater Weather est un succès radiophonique qui atteint la première place du classement Billboard Alternative Songs en juin 2013,. Avec The Neighbourhood, il joue dans plusieurs festivals comme Lollapalooza, en 2013, et Coachella, en 2013 et 2018,,.
Au début de l'année 2016, Jesse Rutherford publie son livre de 144 pages, &. Il présente des photos de lui, prises par Jessie English, qui explorent la fluidité des genres. Il déclare qu'il avait utilisé des vêtements de son propre placard et qu'il avait pris des photos jusqu'à ce qu'il n'ait plus de vêtements. La même année, il se diversifié et commence à publier des chansons sur SoundCloud sous le nom de The Factoury. Le 10 novembre 2017, il publie son premier album studio solo, &, contenant onze titres sans aucun featuring. Il avait déjà été annoncé le 3 novembre, par le biais d'un article de Pigeons and Planes. Le 17 décembre 2018, il annonce qu'il partait pour sa première tournée solo en 2019,. Le 2 avril 2019, il dévoile un deuxième album solo intitulé GARAGEB&, ainsi que sa pochette et la liste des titres. L'album sort officiellement le 12 avril 2019. Le nom de l'album est inspiré par sa redécouverte de son amour pour l'écriture musicale alors qu'il essayait de lutter contre sa dépendance à son téléphone et aux médias sociaux. Au lieu d'utiliser son téléphone pour consulter les médias sociaux, il a commencé à utiliser l'application GarageBand pour faire de la musique. Dix des douze pistes de l'album ont été créées à l'aide de l'application.
En mars 2023, Jesse Rutherford signe avec Atlantic Records, semblant relancer sa carrière solo sous un nouveau label. Le 28 mars 2023, il sort, sous le pseudonyme Jesse®, les titres Joker et Rainbow,.

## Vie privée
Début 2015, Jesse Rutherford se met en couple avec Devon Lee Carlson, mannequin et cofondateur de Wildflower Cases. Ensemble, ils sont élus « le couple le plus 2019 de 2019 » par GQ. En 2020, ils collaborent avec Marc Jacobs pour créer un t-shirt en édition limitée pour la Saint-Valentin. Il se vend en quelques minutes. En novembre 2021, plusieurs sources[Lesquelles ?] affirment que le couple s'est séparé après 6 ans de relation. La rupture est confirmée par Carlson en septembre 2022 sur le podcast Call Her Daddy[réf. nécessaire].
À partir d'octobre 2022, Rutherford est en couple avec la chanteuse Billie Eilish. En mai 2023, Billie Eilish confirme les rumeurs de rupture sur une story Instagram en expliquant qu’ils sont restés très bons amis.

## Filmographie
| Année | Titre                          | Rôle               | Remarques            |
| ----- | ------------------------------ | ------------------ | -------------------- |
| 2002  | 7 jours et une vie             | Tommy              | [ 2 ]                |
| 2002  | Ted Bundy                      | Ted Kid            | [ 2 ]                |
| 2002  | Star Trek: Enterprise          | Q'Ell              | Épisode : Maraudeurs |
| 2003  | Dickie Roberts, ex enfant star | Garçon de 5e année | Non crédité          |

## Discographie

### Singles
- 2018 : Better to Lie
- 2013 : Rock and Roll DJ